# Fidula
A fidula a középkori Európa vonós hangszereinek általános elnevezése, vagy lehet ezen belül egy szűkebb – de még mindig változatokban gazdag – hangszerkategória, a rebektől, a gamba módra megszólaltatott zeneszerszámoktól, a crwth-szerű vonós lírától megkülönböztetett hangszerek gyűjtőneve.
A vonós hangszerek Európában a 11. században terjedtek el. A fidula viszonylag egységes típusa a 12–13. században alakult ki, ennek ovális, kávás felépítésű teste, a testtől határozottan elkülönülő nyaka van. Legtöbbször a vállhoz támasztva, a vonót felülről fogva játszanak rajta, ami a későbbi hegedű, brácsa használati módját előlegezi meg. A 15. századig, a lant térhódításáig a fidula a középkor legfontosabb, legnépszerűbb húros hangszere volt. A műzenében a 16. század közepéig használták. A fidula több sajátosságát örökölte a lira da braccio, de a viola da braccio, a hegedű család is elsősorban tőle eredeztethető.

## Neve
A fidula szó etimológiája nem tisztázott, a nyelvtudomány sem a latin fides = ’húros hangszer’ szóból, sem a vitulari = ’örömében ujjong, vigad’ szóból való származtatását nem tartja meggyőzőnek. Csak az bizonyos, hogy a fidula és a viola, violin hangszernevek egyazon tőről fakadnak.
A középkori ábrázolásokon felismerhető vonós hangszerek zavarba ejtő formagazdagságot mutatnak, amely részben a hangszertípus korabeli sokféleségére utal, de gyakran bizonyára az ábrázolás pontatlanságából következik. Az írott forrásokban szereplő sokféle vonóshangszer-név ikonográfiai beazonosítását az is megnehezíti, hogy gyakran e neveket következetlenül használták. További nehézséget okoz, hogy a középkorban ugyanazt a hangszert gyakran vonóval és pengetővel is megszólaltatták. A 13. század folyamán még a fidel, fithele, viella, vielle, viula szavak többféle vonós hangszert is jelölhettek, csak nagyjából 1300-tól kezdett a jelentésük a fidula szűkebb hangszer-kategóriájára korlátozódni.
A fidula hangszernév általánosabb használata ennek megfelelően kiterjedhet a körte formájú, domború hátú rebekre, a líraszerű crwth-ra, a nyolcas alakú, gamba módjára megszólaltatott hangszerre, míg a szorosabb értelemben vett fidula elsősorban egy diszkant- vagy altfekvésű, ovális formájú vonós hangszerre vonatkozik, amelynek kávás kialakítású testétől határozottan elkülönülő nyaka, elülső vagy hátsó állású hangolókulcsai, szimmetrikusan elhelyezett, hosszúkás hanglyukai vannak.

## Leírása
A középkori vonós hangszerek korai ábrázolásain ásó-, rombusz-, palack-, sonka- vagy körteformájú instrumentumok láthatók; ezeken nemigen lehet megfigyelni, hogy kávás vagy domború hátú építési móddal készültek-e. Körvonaluk a vonózás megkönnyítése céljából gyakran derékban karcsúsított, de érdekes, hogy ez a vonó elterjedése előtti hangszerábrázolásokon is néha előfordul.
A fidula viszonylag egységes típusa a 12–13. századra alakult ki. Ennek jellemzője, hogy a nyaka élesen elkülönül a kávás felépítésű test körvonalától, a hát pedig többé-kevésbé lapos, mindez függetlenül attól, hogy a test a háttal és a nyakkal együtt egyetlen darabból van-e kifaragva. A hangolófej legtöbbször kerek vagy szív alakú, lapos tetejű, hátrafelé nyitott doboz, elölről kezelhető hangolókulcsokkal.
Az alsó rögzítésű húrtartó és a magas, háromszög keresztmetszetű húrláb mellett gyakori a tetőre ragasztott alacsony húrtartó–húrláb is. A középkorban a húrláb legtöbbször egyenes volt, tehát a húrok egy síkban lehettek, a vonó a húrokat egyszerre szólaltatta meg. A korai fiduláknak nincs megemelt fogólapja, és a későbbiekben is csak akkor van, ha az alsó rögzítésű húrtartó, a magasabb húrláb ezt megköveteli. Körülbelül 1300-tól a fogólapon néha bundok is megfigyelhetők. A tetőlapon látható hanglyukak lehetnek díszítő mintázatot alkotó kis lyukak, kerek nyílások, félkörök, téglalapok, de a legjellemzőbbek a húrok két oldalán lévő C alakú hanglyukak. A későbbi hegedűn lévőkhöz hasonló f-lyukak és a lantokra jellemző faragott rozetták is feltűnnek a középkori fidulán.

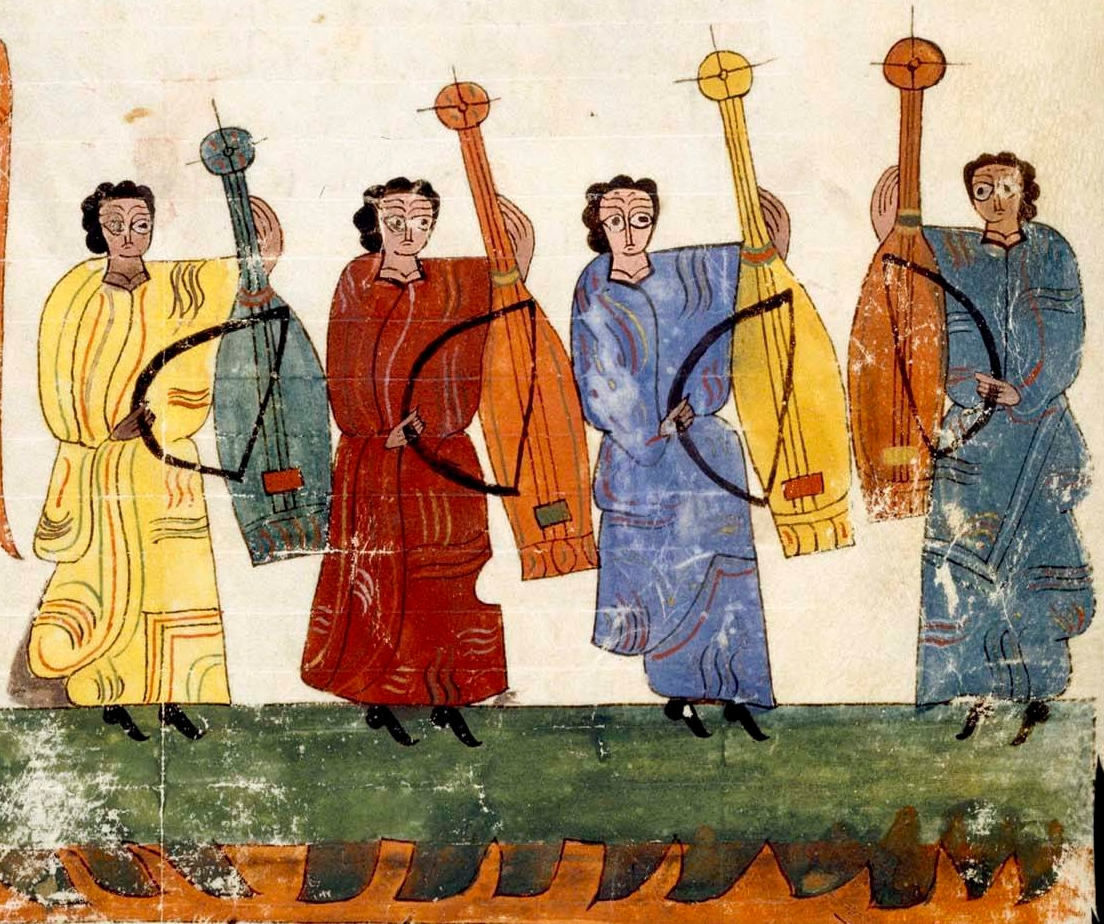
Vonós hangszerek egy mozarab kézirat miniatúráján, 10. század
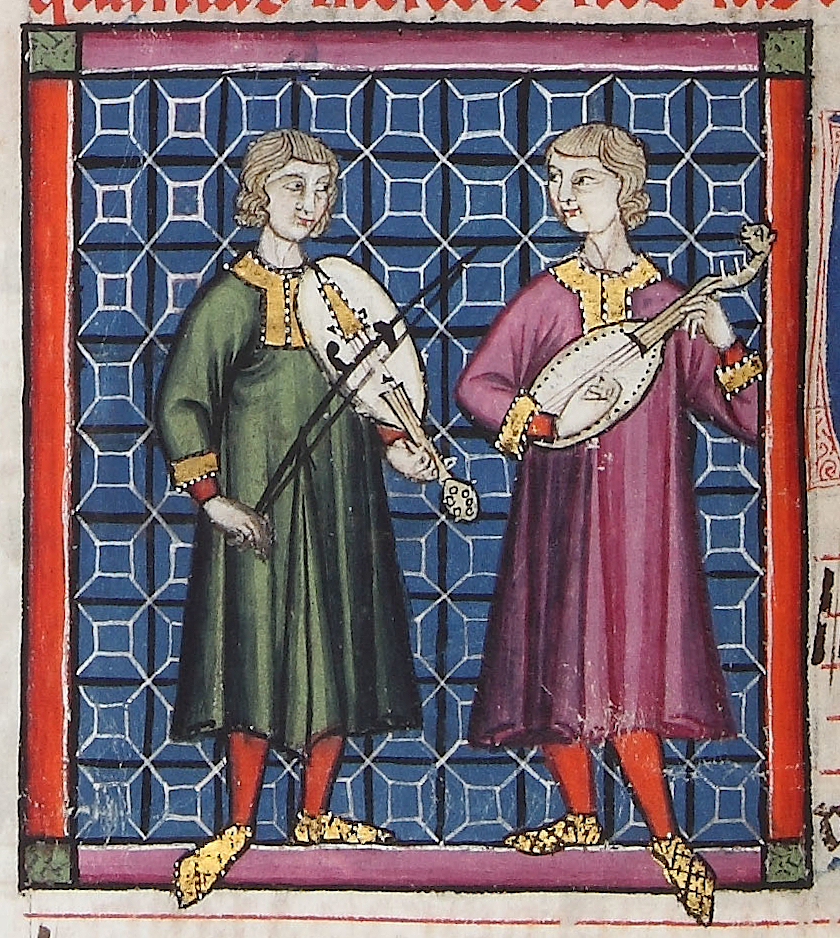
Fidula (balra) a Cantigas de Santa María kéziratból, 13.  század
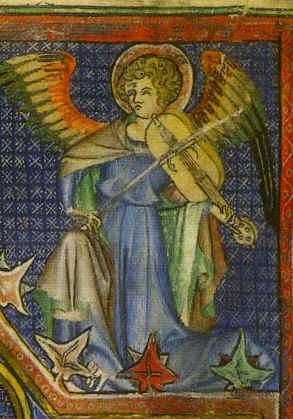
Fidula a De Lisle zsoltárkönyvből, 1320 körül
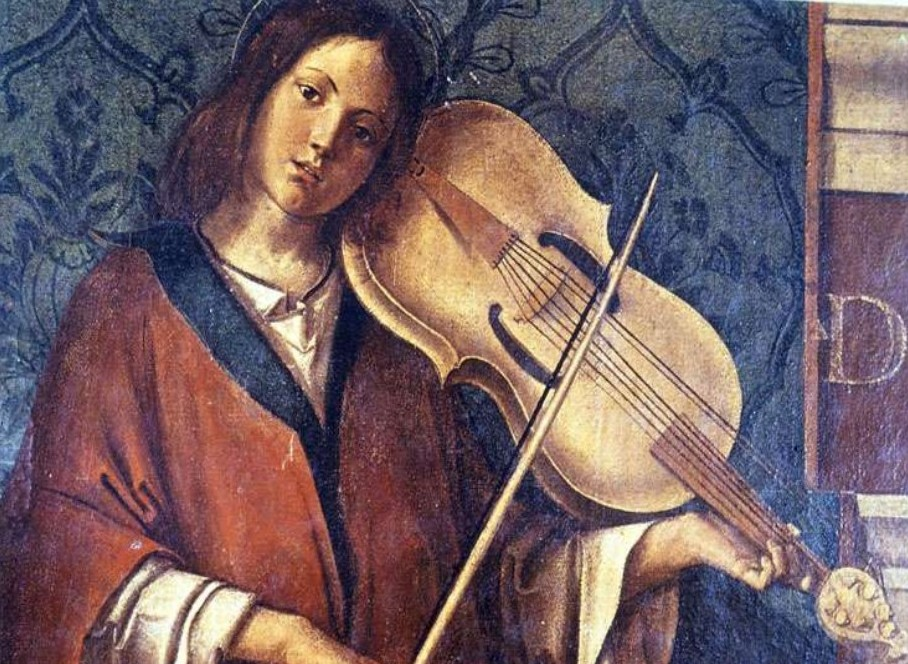
Lira da braccio, a fidula kései udódja Bartolomeo Montagna festményén, 1500 körül

A vonó kezdetben íjszerű, a gyantázott lószőr vagy a két végpontja között feszül, vagy a pálca vége szabadon marad kis fogantyú gyanánt. A 13. századtól kezdve a formaváltozatok sokasodnak: lehet többféle módon ívelt, egyenes, de van olyan is, amelynek pálcája a mai vonókhoz hasonlóan enyhén konkáv formájú. Hossza nagy eltéréseket mutat, ritmikus tánczenéhez bizonyára a rövidebb, lassú tempóhoz a hosszabb vonó használata volt célszerű.

## Húrozása
A fidulának három, négy, leginkább öt húrja van, melyek közül gyakran a legszélső a fogólap mellett fut, így burdonhúrként vonóval is, a bal kéz hüvelykujjával is megszólaltatható. Anyaguk leggyakrabban juhbél, de selyemből, lószőrből font húrokra is van adat.
Hieronymus de Moravia Párizsban élő dominikánus szerzetes a Tractatus de musica című zeneelméleti munkájában az általa szigorúan öthúros hangszernek tekintett fidula, „viella” háromféle hangolását adja meg, természetesen még nem abszolút hangmagasságokban, csak relatív hangközökként. Ezek közül az első az oldalsó burdonhúros fidulára vonatkozik: d burdon és G–g–d´–d´ játszóhúrok, a második d + G–g–d´–g´, a harmadik, sokat vitatott hangolás G–G–d–c´–c´.

## Felépítése

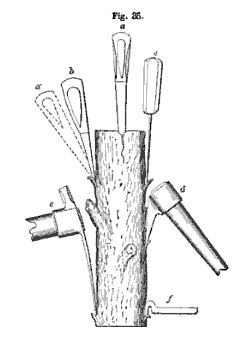
A bárd és a kapacs használata

A 12. század előtt a húros hangszerereket készítő középkori mesterek legfőbb szerszáma a bárd és a kapacs volt. A rövid nyakú lantok, fidulák testét nyakával, hangolófejével együtt egyetlen fadarabból, monoxilitikusan ezekkel faragták, vájták ki. Csak a tetőlap készült külön hasított, faragott fenyőlapból. E korai hangszerekre ennek megfelelően jellemző a simulékony forma, a viszonylag kis mélységű, gyakran domború test, a testtel egybefolyó rövid, vaskos nyak.
A 12. század során újra megjelentek olyan famegmunkáló szerszámok, amelyek az ókori civilizációkban már elterjedtek voltak, de a korai középkorban feledésbe merültek, köztük a fűrész és a gyalu. Ezek az új eszközök a ragasztás technikájának fejlődésével együtt minőségi változást hoztak a húros hangszerek építésébe. A fűrész használatával a hangszertest tömbjének körbevágása határozottabb formákat eredményezett, a nyak és a korpusz körvonala már szögben metszette egymást. Lehetővé vált, hogy a hangszerek káváját – a nyakkal együtt – egy vastag deszkát kívül-belül körbefűrészelve alakítsák ki, majd a sík tetőt és a hátat külön ragasszák erre rá. Természetesen a régi és az új technológia egymás mellett, egymással keveredve is élt.
A kávának – a későbbi korokban egyeduralkodóvá vált – nedvesen, meleg vason való hajlítása a 14. században kezdett elterjedni, de még a 16. századból is ismertek a régi módon készült, körbefűrészelt kávájú hangszerek. A húros hangszereket eleinte nem volt szokás belakkozni, ez csak a 16. század közepétől vált általánossá. A fidula belsejében a lélekfa használata nem bizonyított, de gerenda már előfordul.

## Használata
A fidula tartása sokszor hasonló a mai hegedű „da braccio” tartásához. Leginkább a bal vagy jobb vállhoz támasztják, de ferdén lefelé is mutathat. Néha heveder segítségével van a zenészhez rögzítve. E tartásmódok lehetővé teszik, hogy a zenész állva, járás közben is játszhasson. A húrok rezgő hosszúságát a fogólapra való leszorítással változtatják.
A vonó fogása nagyban függ a vonó formájától és a hangszer tartásától. Befelé fordított tenyérrel hol marokra fogják, hol a mai hegedűvonóhoz hasonlóan tartják. A képeken sokszor úgy látszik, mintha a vonó pálcáját két ujj közé vennék, néha a hüvelykujjal a vonószőrt szorítják.
A fidula elsősorban a világi zene hangszere volt, ének, tánc kíséretére használták. A középkori műzenét csak nagyon ritkán komponálták meghatározott hangszerre, a fidula repertoárjával kapcsolatban annyit tudunk, hogy Johannes de Grocheio 1300 körül alkotó zenetudós szerint a fidulán („viella”) „minden cantus és cantilema”, minden zenei forma előadható.
Mivel viszonylag lágy (bas) hangú volt, együttesben hasonló hangerejű hangszerekkel szerepelhetett együtt. Ilyenek voltak a pengetősök: a hárfa, a pszaltérium, a citole, majd a guiterne és a lant. Két fidula vagy fidula és rebek duójára is vannak források. Az ábrázolásokon portatív orgonával, furulyával is együtt látható. Ugyanakkor hangos (haut) hangszerek mellett is megszólalhatott, mint amilyen a schalmei, a duda vagy a trombita.